# Michael John Petry
Michael John Petry (9 mei 1933 Londen – 2003) was hoogleraar geschiedenis van de filosofie aan de Erasmus Universiteit Rotterdam.

## Leven en werk
Petry, geboren in 1931, ontving zijn eerste onderwijs aan de Reading Blue Coat School (1944-1949) en later aan de Reading School en Pembroke College, Oxford (1949-1952). Hij behaalde een BA in Moderne Geschiedenis in 1955, gevolgd door een Diploma in Onderwijs in 1956 en een MA in Moderne Geschiedenis in 1962. In 1969 ontving hij een Dr. phil. voor zijn proefschrift Hegels Philosophy of Nature, with Special Reference to its Mechanics, onder supervisie van pater F. C. Copleston.
Zijn academische carrière begon met functies als docent Engelse taal en literatuur aan de British Council in Stockholm, Zweden (1953-1960), en aan het International People's College in Helsingør, Denemarken (1960-1967). Vervolgens gaf hij les aan de Universiteit van Bochum, Duitsland (1970-1974), voordat hij hoogleraar geschiedenis van de filosofie werd aan de Erasmus Universiteit in Rotterdam, Nederland, een positie die hij bekleedde van 1974 tot zijn pensionering in 1998.

## Geselecteerde publicaties

### Hoofdartikelen
- (en)  (1993). Petry, Michael John (red.). Hegel and Newtonianism. SpringerLink. DOI: 10.1007/978-94-011-1662-6. [3][4]
- (de) Petry, Michael John (1987). Hegel und die Naturwissenschaften. Frommann-Holzboog. ISBN 978-3-7728-1146-3.[5][6][7][8][9][10][11]
- (de) Horstmann, Rolf-Peter (1986). Hegels Philosophie der Natur: Beziehungen zwischen empirischer und spekulativer Naturerkenntnis. Klett-Cotta. ISBN 978-3-608-91408-5.[6][12]

### Vertalingen
- (en) Hegel, Georg Wilhelm Freidrich (1970). Hegel's Philosophy of Nature, 1. Routledge. DOI:10.1201/9781315830322. ISBN 978-1-315-83032-2.[13][14]
- (en) Hegel, G W F (1970). Hegel's Philosophy of Nature: Volume II Edited by M J Petry, 0. Routledge. DOI:10.4324/9781315830315. ISBN 978-1-315-83031-5.
- (en) Hegel, G.W.F. (1970). Hegel's Philosophy of Nature, 0. Routledge. DOI:10.4324/9781315823522. ISBN 978-1-317-83213-3.[15]
- (en) Petry, M. J. (1978). Hegels Philosophie des subjektiven Geistes / Hegel's Philosophy of Subjective Spirit. SpringerLink. DOI: 10.1007/978-94-010-9371-2. [16]
- (de) Spinoza, Baruch de (1 januari 1982). Algebraische Berechnung des Regenbogens - Berechnung von Wahrscheinlichkeiten: Sämtliche Werke, Ergänzungsband. Zweisprachige Ausgabe. Felix Meiner Verlag. ISBN 978-3-7873-3289-2.[17]

### Artikelen
- Petry, Michael John (1981). Hegels Naturphilosophie: die Notwendigkeit einer Neubewertung. Zeitschrift fur philosophische Forschung 35 (3/4): 614–628. ISSN: 0044-3301.